# Berdár Béla
Berdár Béla (Pamuk, 1942. október 27. – ) magyar erdőmérnök, ingatlanszakértő, politikus, országgyűlési képviselő.

## Életpályája

### Iskolái
1960–1965 között a soproni Erdészeti és Faipari Egyetem hallgatója volt. Elvégezte a Marxizmus-Leninizmus Esti Egyetemet is. 1976-ban doktori címet szerzett.

### Pályafutása
1965–1969 között az Állami Erdőberendezések Műszaki Irodája tervezőmérnöke volt. 1969–1979 között a Mezőgazdasági és Élelmezésipari Minisztérium (MÉM) Erdészeti és Faipari Hivatal főelőadója, 1979–1981 között osztályvezetője, 1981–1983 között főosztályvezetője volt. 1983–1992 között a Pilisi Állami Parkerdőgazdaság (Visegrád) főigazgatója volt. 1984–1990 között az Országos Erdészeti Egyesület elnökségi, 1990-től választmányi tagja volt. 1985–1991 között a FAO Európai Erdészeti Bizottságának alelnöke volt. 1990-től a Fagazd. Országos Szövetsége elnökségének tagja. 1992-től vállalkozó és befektetési tanácsadó, a Bernheim-Comofi Kft. és a Szépvölgyi Business Park kft. ügyvezető igazgatója.

#### Munkássága
Az Állami Erdőrendezőségek Műszaki Irodában munkaterülete a légifénykép-értékelés és a térképezés volt. A MÉM Erdészeti és Faipari Hivatalban vállalatfelügyelettel, vadászati és erdészeti igazgatással, környezetvédelemmel és termelésfejlesztéssel foglalkozott.

### Politikai pályafutása
1971-ben belépett a Magyar Szocialista Munkáspártba. 1985–1990 között országgyűlési képviselő volt. 1985–1990 között a Területfejlesztési és környezetvédelmi bizottság tagja, 1988–1990 között elnöke volt.

## Magánélete
Szülei: Berdár József és Szalay Judit voltak. 1992-ben házasságot kötött Ignácz Magdával.